# Karl Köpke (MfS-Mitarbeiter)
Karl Friedrich Köpke (* 31. Januar 1927 in Warin) ist ein ehemaliger Oberst und Abteilungsleiter des Ministeriums für Staatssicherheit (MfS) der Deutschen Demokratischen Republik (DDR). Er war von 1962 bis 1964 Leiter, danach bis 1981 stellvertretender Leiter, der Abteilung Nachrichtenwesen.

## Leben
Karl Köpke, Sohn eines Arbeiters, erlernte nach dem Abschluss der Volksschule den Beruf des Elektrikers. 1944 wurde er in den Reichsarbeitsdienst und die deutsche Wehrmacht eingezogen und kämpfte im Zweiten Weltkrieg.
Nach dem Ende des Kriegs nahm Köpke seine Arbeit als Elektriker wieder auf. Er wurde Mitglied der Freien Deutschen Jugend (FDJ), leitete dort eine Theatergruppe und wurde 1946 Mitglied der Sozialistischen Einheitspartei Deutschlands (SED). Von 1947 bis 1950 bildete er sich zum Rundfunkmechaniker weiter.
1950 ging Köpke zum MfS und wurde Mitarbeiter der Abteilung VIII der Landesverwaltung Mecklenburg, zuständig für Observationen und Festnahmen. 1951/52 absolvierte er im Auftrag des MfS eine Weiterbildung zum Fernsprechtechniker bei der Post. Nach kurzzeitigem Einsatz in der MfS-Bezirksverwaltung Rostock wurde Köpke in die MfS-Zentrale nach Ost-Berlin versetzt. Er wurde Mitarbeiter der Abteilung Nachrichten und Waffen. 1954 stieg er zum stellvertretenden Leiter und 1958 zum Leiter der Abteilung auf.
1961/62 besuchte Köpke die Bezirksparteischule der SED in Frankfurt (Oder) und wurde dann Leiter der Abteilung Nachrichtenwesen. Von 1964 bis zu seiner Pensionierung 1981 war er stellvertretender Leiter dieser Abteilung. 1973 wurde er zum Oberst befördert.